# Volker Dittrich
Volker Dittrich (* 28. September 1951 in Fleestedt) ist ein deutscher Verleger, Journalist und Autor.

## Leben
Volker Dittrich absolvierte von 1967 bis 1970 eine Lehre als Speditionskaufmann in Hamburg, besuchte von 1972 bis 1974 eine Fachschule für Betriebswirtschaft in Köln und studierte 1974 bis 1978 in Köln an der damals noch selbständigen Pädagogischen Hochschule.
Von 1978 bis 1982 arbeitete er zunächst als Lehrer an einer Real- und Gesamtschule in Köln.
Ab 1983 baute er mit dem türkischen Pantomimen Mehmet Fistik das atelier-theater Köln auf (Pantomime, Kabarett, deutsch-türkische Autorenlesungen, Kunstausstellungen). Von 1988 bis 1994 war Dittrich Herausgeber von Publikationen des Instituts für Bildung und Kultur in Remscheid.
1990 gründete er den Dittrich Verlag in Köln und siedelte mit diesem 2003 nach Berlin um.
Veröffentlichungen im Dittrich Verlag u. a.: 2001 bis 2008 die Romantetralogie Die Kinder des Sisyfos von Erasmus Schöfer, 2003 bis 2008 die Werkausgabe in 10 Bänden von Edgar Hilsenrath. Weitere Autorinnen und Autoren u. a.: Ingrid Bachér, Barbara Bongartz, Christoph D. Brumme, Anne Dorn, Claus Helmut Drese, Ludwig Homann, Theun de Vries, Boris Zabarko, Rainer Wieczorek, Georg Meier, Renato Baretic, Svetislav Basara.
Seit dem 1. Januar 2016 ist der Dittrich Verlag ein Imprint der »Velbrück GmbH Bücher und Medien«. Die Backlist ist größtenteils lieferbar.

## Werke
- Operation Texel, Roman 1996 (Erstausgabe Lola Langeland – Mir ist so nach Schreien, Roman, 1990)
- Ferne Berührung, Roman, 1999
- Zwei Seiten der Erinnerung : die Brüder Edgar und Manfred Hilsenrath. Berlin 2012, ISBN 978-3-937717-75-3
- Wem gehört das Haus in Chemnitz, Gesellschaftsroman en miniature, Marburg 2015, ISBN 978-3-89445-507-1
- Paradies am Rande Europas – Impressionen aus Georgien von 1992 bis 2017, Mitteldeutscher Verlag, Halle (Saale) 2018, ISBN 978-3-96311-008-5

## Herausgeberschaft
- Unsichtbar lächelnd träumt er Befreiung – Erasmus Schöfer unterwegs mit Sisyfos, Beiträge zu Erasmus Schöfers Romantetralogie Die Kinder des Sisyfos, Berlin 2006

## Filme
- Es ist nichts weiter wie mein Leben – Der Maler Lutz Voigtmann, Filmporträt, 1996/97, Öffentliche  Aufführung in der Neuen Sächsischen Galerie, Chemnitz, 1997
- Die Nacht der Georgier – Erinnerung an ein vergessenes Massaker, Dokumentarfilm, 45 Minuten, SFB, 2002

## Hörfunk-Feature
- 6. April 1945 – Der Aufstand der Georgier auf Texel, WDR (ZeitZeichen) 1990, 15 Minuten
- Wenn die Träumer aufmarschieren, Louis Fürnberg – das Porträt eines politischen Dichters von höherer Naivität, DLF (Politisches Feature) 1992, 45 Minuten
- Wenn man nachts nicht schläft, dann sieht man das wieder – Aufstand der Georgier auf Texel, DLF (Politisches Feature) 1993, 45 Minuten
- Der Aufstand der Georgier – Erinnerungen an das Blutbad von Texel (1945), NDR 1994, 53 Minuten
- Wem gehört das Elternhaus in Chemnitz? – Ein jüdisch-völkisch-sozialistischer Häuserkampf, DLF / MDR 1994, 50 Minuten
- Kommst du normal aus den Lagern, bist du verrückt – Gerhard Durlacher: Reflexionen auf das Überleben, DLF / NDR 1996, 45 / 53 Minuten
- Wir leben nicht, wir existieren – Impressionen aus Georgien, DLF Berlin 1998, 45 Minuten
- Krankengeschichte für die Nachwelt, Ladislaus Szücs – Als Arzt im  Konzentrationslager, DLF 1999, 45 Minuten
- Zwei Seiten der Erinnerung, Edgar Hilsenrath - - Die Brüder Edgar und Manfred Hilsenrath, DLF 2011, 45 Minuten
- Schade, dass du Jude bist – der Schriftsteller und Weltenbummler Walter Kaufmann, SWR2 Literatur, 20. Februar 2015, 54 Minuten
- Wir sind Profis für Versöhnung und Verständigung – Schriftsteller auf dem Balkan, DLF, 15. März 2016, 45 Minuten
- Georgien – Paradies am Rande Europas – Gastland auf der Frankfurter Buchmesse, DLFKultur, 7. Oktober 2018, 55 Minuten